# Honda Today
La Today è un utilitaria prodotta dalla Honda dal 1985 al 1998.

## Contesto
La prima generazione di utilitarie Honda si chiuse nel 1974, con la cessazione della produzione dei modelli Life e Z. La Today nacque appunto per reinserire la Honda in questa fetta del mercato dell'automobile. Inizialmente disponibile solo per uso commerciale, venne adibita al trasporto passeggeri nel 1988.

## Design

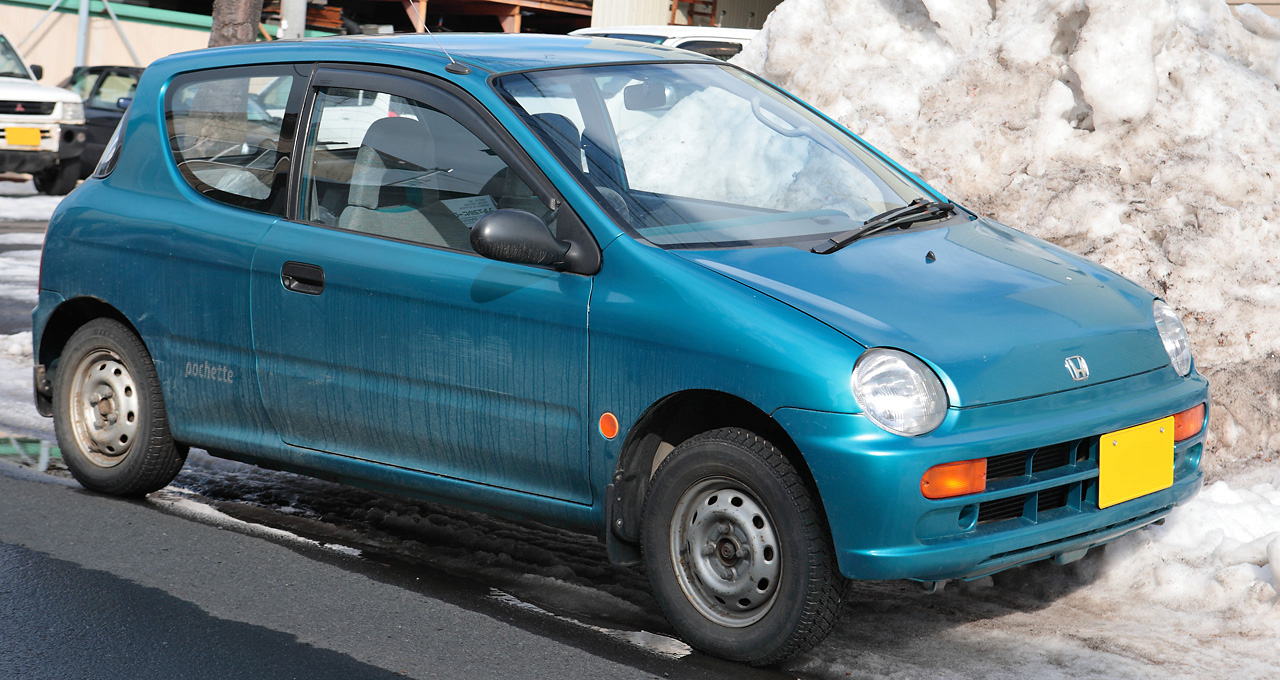
Restyling 1990

La vettura mostrava un'unica linea slanciata dal cofano al parabrezza, mentre le ruote erano spinte ai quattro angoli della scocca. Il profilo aerodinamico era stato sviluppato per rendere più stabile la vettura in curva, sacrificando però l'abitabilità e lo stile degli interni.
Il parabrezza era molto ampio e impiegava un tergicristallo singolo a doppio collegamento.
Nel 1990 subì un restyling, dove la più vistosa modifica furono i fari, che passarono da orizzontali allungati a rotondi.

## Tecnica
A causa delle scelte stilistiche della carrozzeria, fu deciso di inserire nel piccolo vano motore un propulsore 2 cilindri in linea SOHC da 31 CV. Successivamente, sulla versione passeggeri, fu montato un motore 3 cilindri in linea SOHC da 660 cm³.
In conseguenza del rendere la vettura il più stabile possibile in curva, furono adottate sospensioni anteriori a bracci oscillanti e posteriori a barra di torsione.